# روبرت دبليو. نايلور
روبرت دبليو. نايلور (بالإنجليزية: Robert W. Naylor)‏ هو سياسي أمريكي، ولد في 21 يناير 1944 برينو في الولايات المتحدة. حزبياً، نشط في الحزب الجمهوري. وقد انتخب عضو جمعية ولاية كاليفورنيا.

## وصلات خارجية
- الموقع الرسمي